# Anton Złobin
Anton Igoriewicz Złobin, ros. Антон Игоревич Злобин (ur. 22 lutego 1993 w Moskwie) – rosyjski hokeista, reprezentant Rosji.

## Kariera
- SDiuSzoR Spartak Moskwa (2008/2009)
- Spartak Moskwa do lat 17 (2009-2010)
- Shawinigan Cataractes (2010-2012)
- Val-d’Or Foreurs (2012-2013)
- Wilkes-Barre/Scranton Penguins (2013-2016)
- Wheeling Nailers (2013-2014, 2015-2016)
- Dinamo Bałaszycha (2016-2017)
- Dinamo Moskwa (2017-2018)
- Buran Woroneż (2017-2018)
- Spartak Moskwa (2018-2021)
- Chimik Woskriesiensk (2018-2021)
- Zauralje Kurgan (2021)
- AKM Tuła (2021-2022)
- Cracovia (2022)
- Saryarka Karaganda (2022-)

Wychowanek Spartaka Moskwa. W KHL Junior Draft 2010 został wybrany przez Dinamo Moskwa, a następnie w CHL Import Draft 2010 przez kanadyjski klub Shawinigan Cataractes. W tym roku wyjechał do Kanady i grał przez trzy sezony w juniorskiej lidze QMJHL: przez dwa lata w barwach Shawinigan Cataractes, a ostatni rok w Val-d’Or Foreurs. W tym okresie w NHL Entry Draft 2012 został wybrany przez Pittsburgh Penguins. W kwietniu 2013 podpisał kontrakt wstępujący z tym klubem. Od 2013 do 2016 występował jednak w jego zespołach farmerskich w ligach AHL i ECHL. Następnie wrócił do Rosji i w czerwcu 2016 podpisał kontrakt z Dinamem Moskwa. Od tego czasu grał głównie w lidze WHL w zespołach stowarzyszonych z Dinamem, epizodycznie występując też w jego barwach w KHL. W 2018 został zawodnikiem macierzystego Spartaka Moskwa i w barwach macierzystego klubu grał w KHL do 2021. W tym okresie równolegle występował też na farmie w Chimiku Woskriesiensk w WHL. Pod koniec lipca 2021 ogłoszono jego transfer do białoruskiego HK Homel i latem tego roku brał w jego barwach w rozgrywkach Pucharu Białorusi. Pod koniec sierpnia 2021 przeszedł do zespołu Zauralje Kurgan w WHL. W listopadzie 2021 został przetransferowany do AKM Nowomoskowsk także w WHL. Na koniec stycznia 2022 ogłoszono jego zaangażowanie w Cracovii w Polskiej Hokej Lidze. Po sezonie 2021/2022 odszedł z klubu. W sierpniu 2022 został zakontraktowany do kazachskiego klubu Saryarka Karaganda.
W sezonie 2008/2009 był kadrowiczem reprezentacji Rosji do lat 16. Następnie uczestniczył w turnieju mistrzostw świata do lat 17 edycji 2010.  W sezonie 2018/2019 grał w kadrze seniorskiej Rosji.

## Sukcesy
Klubowe
- Memorial Cup – mistrzostwo CHL: 2012 z Shawinigan Cataractes
- Złoty medal WHL /  Puchar Bratina: 2017 z Dinamem Bałaszycha
- Puchar Kontynentalny: 2022 z Cracovią

Indywidualne
- Mistrzostwa Świata do lat 17 w 2010:
  - Drugie miejsce w klasyfikacji asystentów turnieju: 8 asyst
  - Czwarte miejsce w klasyfikacji asystentów turnieju: 10 punktów